# Campeonato Nacional B 2011
El Campeonato Nacional B 2011 del fútbol de la tercera categoría del fútbol paraguayo, fue la primera edición de la Nacional B, organizado por la Unión del Fútbol del Interior y otorgaba el ascenso a su campeón a la División Intermedia. Comenzó el 24 de abril y el 21 de julio, el 2 de Mayo se consagró como primer campeón de la categoría.
Participaron de este campeonato el club 2 de mayo (descendido de la División Intermedia el año anterior) y los 7 mejores equipos del Clasificatorio de la UFI para la Primera B Nacional.

## Sistema de competición
El modo de disputa fue de todos contra todos a partidos de ida y vuelta, es decir a dos rondas compuestas por siete jornadas cada una con localía recíproca. Se consagró campeón el club que sumó la mayor cantidad de puntos al cabo de las 14 fechas. Éste ascendió automáticamente a la División Intermedia, ocupando en la temporada siguiente el lugar de uno de los equipos que finalicen en los dos últimos puestos del Torneo de Intermedia 2011. En caso de producirse igualdad entre dos contendientes, se debían definir sus posiciones en dos partidos extra. Si son más de dos, se resuelve según los siguientes parámetros:
1) saldo de goles;
2) mayor cantidad de goles marcados;
3) mayor cantidad de goles marcados en condición de visitante;
4) sorteo.

## Producto de la clasificación
- El torneo coronará al primer campeón en la historia del Nacional B.

- El campeón del torneo, obtendrá directamente su ascenso a la División Intermedia.

- El equipo que obtenga el menor puntaje en el torneo, descenderá a su liga regional de la UFI.

## Equipos participantes
| Equipo            | Entrenador    | Fundación              | Ciudad               | Estadio               | Capacidad |
| ----------------- | ------------- | ---------------------- | -------------------- | --------------------- | --------- |
| 2 de Mayo         | Félix Torres  | 6 de diciembre de 1935 | Pedro Juan Caballero | Río Parapití          | 25.000    |
| 22 de Septiembre  |               | 3 de octubre de 1906   | Encarnación          |                       |           |
| 24 de Junio       |               |                        | San Juan Bautista    |                       |           |
| 4 de Octubre      |               |                        | Atyrá                | San Francisco de Asís | 4.000     |
| Choré Central     |               | 19 de junio de 1965    | Choré                | Asteria Mendoza       | 3.500     |
| Deportivo Beleano | Rubén Herrera | 6 de abril de 2005     | Belén                | Eligio Guachiré       | 3.000     |
| Juventud Ypanense |               |                        | Ypané                |                       |           |
| Sol del Este      | Oscar Lusich  | 26 de enero de 2009    | Ciudad del Este      | Km 12 Monday          | 5.000     |

## Clasificación
| Pos | Equipo            | Pts | PJ | G | E | P  | GF | GC | DIF |
| --- | ----------------- | --- | -- | - | - | -- | -- | -- | --- |
| 1º  | 2 de Mayo         | 29  | 14 | 8 | 5 | 1  | 31 | 15 | 16  |
| 2º  | Sol del Este      | 26  | 14 | 8 | 2 | 4  | 23 | 16 | 7   |
| 3º  | 22 de Setiembre   | 24  | 14 | 7 | 3 | 4  | 27 | 24 | 3   |
| 4º  | Choré Central     | 23  | 14 | 6 | 3 | 5  | 25 | 17 | 8   |
| 5º  | 4 de Octubre      | 21  | 14 | 7 | 0 | 7  | 34 | 35 | -1  |
| 6º  | Juventud Ypanense | 18  | 14 | 4 | 3 | 7  | 21 | 31 | -10 |
| 7º  | Deportivo Beleano | 14  | 14 | 4 | 2 | 8  | 19 | 26 | -7  |
| 8º  | 24 de Junio       | 4   | 14 | 2 | 2 | 10 | 18 | 34 | -16 |

- Observación: hay algunas inconsistencias en la tabla de puntuaciones debido a que se presentaron protestas en relación con algunos partidos, lo que causa cierta diferencia entre partidos ganados/empatados y puntos en total[2]
- Por la Fecha 8: Choré Central por protesta obtiene los puntos vs 24 de Junio.<
- Por la Fecha 10: Juventud Ypanense por protesta obtiene los puntos vs 24 de Junio.<

|  | Ascendió a la División Intermedia |
|  | Descendió a liga de origen        |

### Evolución de las posiciones
| Equipo            | 01 | 02 | 03 | 04 | 05 | 06 | 07 | 08 | 09 | 10 | 11 | 12 | 13 | 14 |
| ----------------- | -- | -- | -- | -- | -- | -- | -- | -- | -- | -- | -- | -- | -- | -- |
| 2 de Mayo         | 1  | 1  | 1  | 1  | 2  | 3  | 2  | 1  | 2  | 1  | 2  | 1  | 1  | 1  |
| 22 de Setiembre   | 4  | 6  | 3  | 2  | 1  | 2  | 1  | 2  | 1  | 2  | 1  | 2  | 3  | 3  |
| 24 de Junio       | 3  | 3  | 4  | 6  | 7  | 8  | 8  | 8  | 8  | 8  | 8  | 8  | 8  | 8  |
| 4 de Octubre      | 8  | 5  | 7  | 7  | 6  | 4  | 4  | 4  | 4  | 4  | 4  | 4  | 4  | 5  |
| Choré Central     | 6  | 8  | 8  | 8  | 8  | 7  | 6  | 7  | 6  | 6  | 7  | 6  | 5  | 4  |
| Deportivo Beleano | 7  | 4  | 6  | 5  | 5  | 6  | 7  | 6  | 7  | 7  | 6  | 7  | 7  | 7  |
| Juventud Ypanense | 5  | 7  | 5  | 4  | 4  | 5  | 5  | 5  | 5  | 5  | 5  | 5  | 6  | 6  |
| Sol del Este      | 2  | 2  | 2  | 3  | 3  | 1  | 3  | 3  | 3  | 3  | 3  | 3  | 2  | 2  |

## Resultados
| Fecha 1         | Fecha 1   | Fecha 1          |
| Equipo Local    | Resultado | Equipo Visitante |
| --------------- | --------- | ---------------- |
| 2 de Mayo       | 4 - 0     | 4 de Octubre     |
| Sol del Este    | 2 - 0     | D. Beleano       |
| Choré Central   | 3 - 4     | 24 de Junio      |
| 22 de Setiembre | 2 - 2     | J. Ypanense      |

| Fecha 2      | Fecha 2   | Fecha 2          |
| Equipo Local | Resultado | Equipo Visitante |
| ------------ | --------- | ---------------- |
| 4 de Octubre | 2 - 1     | Choré Central    |
| Sol del Este | 1 - 1     | 2 de Mayo        |
| D. Beleano   | 5 - 1     | J. Ypanense      |
| 24 de Junio  | 2 - 2     | 22 de Setiembre  |

| Fecha 3         | Fecha 3   | Fecha 3          |
| Equipo Local    | Resultado | Equipo Visitante |
| --------------- | --------- | ---------------- |
| 2 de Mayo       | 4 - 0     | D. Beleano       |
| Choré Central   | 0 - 1     | Sol del Este     |
| 22 de Setiembre | 4 - 2     | 4 de Octubre     |
| J. Ypanense     | 3 - 1     | 24 de Junio      |

| Fecha 4      | Fecha 4   | Fecha 4          |
| Equipo Local | Resultado | Equipo Visitante |
| ------------ | --------- | ---------------- |
| D. Beleano   | 2 - 0     | 24 de Junio      |
| 4 de Octubre | 2 - 3     | J. Ypanense      |
| Sol del Este | 1 - 2     | 22 de Setiembre  |
| 2 de Mayo    | 1 - 0     | Choré Central    |

| Fecha 5         | Fecha 5   | Fecha 5          |
| Equipo Local    | Resultado | Equipo Visitante |
| --------------- | --------- | ---------------- |
| Choré Central   | 5 - 1     | D. Beleano       |
| 22 de Setiembre | 3 - 1     | 2 de Mayo        |
| J. Ypanense     | 0 - 4     | Sol del Este     |
| 24 de Junio     | 2 - 3     | 4 de Octubre     |

| Fecha 6       | Fecha 6   | Fecha 6          |
| Equipo Local  | Resultado | Equipo Visitante |
| ------------- | --------- | ---------------- |
| D. Beleano    | 2 - 4     | 4 de Octubre     |
| Sol del Este  | 1 - 0     | 24 de Junio      |
| 2 de Mayo     | 2 - 2     | J. Ypanense      |
| Choré Central | 2 - 2     | 22 de Setiembre  |

| Fecha 7         | Fecha 7   | Fecha 7          |
| Equipo Local    | Resultado | Equipo Visitante |
| --------------- | --------- | ---------------- |
| 22 de Setiembre | 2 - 1     | D. Beleano       |
| J. Ypanense     | 0 - 1     | Choré Central    |
| 24 de Junio     | 1 - 2     | 2 de Mayo        |
| 4 de Octubre    | 4 - 2     | Sol del Este     |

| Fecha 8      | Fecha 8   | Fecha 8          |
| Equipo Local | Resultado | Equipo Visitante |
| ------------ | --------- | ---------------- |
| 4 de Octubre | 1 - 2     | 2 de Mayo        |
| D. Beleano   | 3 - 1     | Sol del Este     |
| 24 de Junio  | 1 - 1     | Choré Central    |
| J. Ypanense  | 1 - 0     | 22 de Setiembre  |

| Fecha 9         | Fecha 9   | Fecha 9          |
| Equipo Local    | Resultado | Equipo Visitante |
| --------------- | --------- | ---------------- |
| Choré Central   | 3 - 2     | 4 de Octubre     |
| 2 de Mayo       | 1 - 1     | Sol del Este     |
| J. Ypanense     | 1 - 1     | D. Beleano       |
| 22 de Setiembre | 5 - 1     | 24 de Junio      |

| Fecha 10     | Fecha 10  | Fecha 10         |
| Equipo Local | Resultado | Equipo Visitante |
| ------------ | --------- | ---------------- |
| D. Beleano   | 0 - 0     | 2 de Mayo        |
| Sol del Este | 2 - 0     | Choré Central    |
| 4 de Octubre | 3 - 2     | 22 de Setiembre  |
| 24 de Junio  | 1 - 0     | J. Ypanense      |

| Fecha 11        | Fecha 11  | Fecha 11         |
| Equipo Local    | Resultado | Equipo Visitante |
| --------------- | --------- | ---------------- |
| 24 de Junio     | 0 - 2     | D. Beleano       |
| J. Ypanense     | 4 - 2     | 4 de Octubre     |
| 22 de Setiembre | 1 - 0     | Sol del Este     |
| Choré Central   | 1 - 1     | 2 de Mayo        |

| Fecha 12     | Fecha 12  | Fecha 12         |
| Equipo Local | Resultado | Equipo Visitante |
| ------------ | --------- | ---------------- |
| D. Beleano   | 0 - 1     | Choré Central    |
| 2 de Mayo    | 4 - 0     | 22 de Setiembre  |
| Sol del Este | 2 - 1     | J. Ypanense      |
| 4 de Octubre | 4 - 2     | 24 de Junio      |

| Fecha 13        | Fecha 13  | Fecha 13         |
| Equipo Local    | Resultado | Equipo Visitante |
| --------------- | --------- | ---------------- |
| 4 de Octubre    | 3 - 1     | D. Beleano       |
| 24 de Junio     | 1 - 2     | Sol del Este     |
| J. Ypanense     | 3 - 4     | 2 de Mayo        |
| 22 de Setiembre | 0 - 3     | Choré Central    |

| Fecha 14      | Fecha 14  | Fecha 14         |
| Equipo Local  | Resultado | Equipo Visitante |
| ------------- | --------- | ---------------- |
| D. Beleano    | 1 - 2     | 22 de Septiembre |
| Choré Central | 4 - 0     | J. Ypanense      |
| 2 de Mayo     | 4 - 2     | 24 de Junio      |
| Sol del Este  | 3 - 2     | 4 de Octubre     |

## Campeón
| Bandera de Paraguay |
| Campeón 2 de Mayo   |
| Primer título       |